# Arkulf

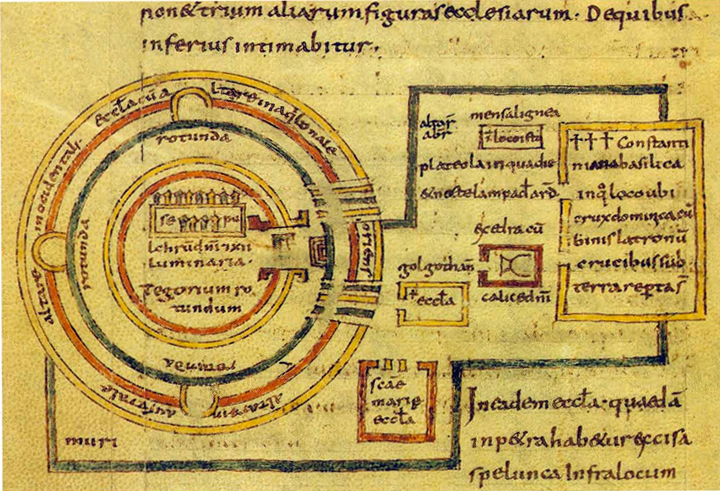
Rzut bazyliki Grobu Świętego z VII wieku – rycina z De Locis Sanctis

Arkulf (także Arkulf z Perigeux) – biskup żyjący w VII wieku n.e. pochodzący z Périgueux w Galii, lub – według innych źródeł – z Niemiec, a w Périgueux pełniący funkcję biskupa.
Pamięć o nim zachowała się jedynie dzięki spisanym przez Adamnana, opata klasztoru w Hy na wyspie Iona „Opowieściom biskupa Arkulfa” (De Locis Sanctis), będących relacją z kilkumiesięcznej pielgrzymki Arkulfa do Palestyny, którą odbył pomiędzy rokiem 660 (lub 679) a 687. Opisy Arkulfa dostarczają wielu szczegółów dotyczących funkcjonowania starożytnego Kościoła i ówczesnej architektury sakralnej w Ziemi Świętej. Odwiedził i opisał Judeę, Samarię, Galileę i Damaszek, a później także rzekę Nil i wyspy Liparyjskie. W podróży wykonał rysunki rzutów kościołów: Świętego Grobu i na górze Syjon w Jerozolimie, oraz Wniebowstąpienia na Górze Oliwnej, a także studni Jakuba w Sychem. Najwięcej uwagi poświęcił Jerozolimie.
Relacja z podróży Arkulfa została wykorzystana przez Bedę Czcigodnego do napisania dzieła Liber de locis sanctis. Beda zamieścił krótką wzmiankę na ten temat także w „Historia ecclesiastica gentis Anglorum”.